# Botanophila quinlani
Botanophila quinlani este o specie de muște din genul Botanophila, familia Anthomyiidae, descrisă de Ackland în anul 1967.
Este endemică în Nepal. Conform Catalogue of Life specia Botanophila quinlani nu are subspecii cunoscute.